# Peter Michael Neumann
Peter Michael Neumann (28 de diciembre de 1940-18 de diciembre de 2020) fue un matemático británico. 

## Biografía
Era hijo de los matemáticos Bernhard Neumann y Hanna Neumann. Tras conseguir el título de B.A. en The Queen's College, Oxford en 1963, consiguió su doctorado por la Universidad de Oxford en 1966. Estaba casado con Sylvia, y tenía tres hijos: David, Jenny y James.
Fue profesor ayudante (tutorial fellow) en el Queen's College de Oxford y profesor titular (lecturer) en la Oxford University. Después de jubilarse en 2008, ocupó el puesto de profesor emérito (emeritus fellow) en el Queen's College. Desarrolló su trabajo en el campo de la teoría de grupos. Es famoso por resolver el problema de Alhazen en 1997. Entre sus aficiones destacaba la danza de Cecil Sharp.
Falleció el 18 de diciembre de 2020 por COVID-19.

## Reconocimientos
En 2003, la London Mathematical Society le premió con el Senior Whitehead Prize. Fue el primer presidente del United Kingdom Mathematics Trust, desde 1996 a 2004, siendo sucedido por Bernard Silverman. Fue nombrado oficial de la Orden del Imperio Británico (OBE) en 2008.